# Mistrzostwa Panamerykańskie w Judo 2025
Mistrzostwa panamerykańskie i Oceanii odbywały się w dniach 25-27 kwietnia 2025 roku w Santiago, na terenie Contact Sports Center. W tabeli medalowej tryumfowali judocy z Brazylii.

## Klasyfikacja medalowa
Gospodarz zawodów został zaznaczony kolorem.
| Miejsce | Państwo           |    |    |    | Razem |
| ------- | ----------------- | -- | -- | -- | ----- |
| 1       | Brazylia          | 10 | 3  | 4  | 17    |
| 2       | Kanada            | 1  | 3  | 2  | 6     |
| 3       | Kuba              | 1  | 2  | 4  | 7     |
| 4       | Stany Zjednoczone | 1  | 2  | 2  | 5     |
| 5       | Australia         | 1  | 0  | 2  | 3     |
| .       | Kolumbia          | 1  | 0  | 2  | 3     |
| 7       | Argentyna         | 0  | 1  | 4  | 5     |
| 8       | Ekwador           | 0  | 1  | 3  | 4     |
| 9       | Dominikana        | 0  | 1  | 2  | 3     |
| 10      | Salwador          | 0  | 1  | 0  | 1     |
| .       | Nowa Zelandia     | 0  | 1  | 0  | 1     |
| 12      | Chile             | 0  | 0  | 2  | 2     |
| 13      | Meksyk            | 0  | 0  | 1  | 1     |
| .       | Wenezuela         | 0  | 0  | 1  | 1     |
| Razem   | Razem             | 15 | 15 | 29 | 59    |

## Medaliści

### Mężczyźni
| Konkurencja: | Złoto:             | Srebro:           | Brąz:                             |
| −60 kg       | Michel Augusto     | Jonathan Charon   | Jhonathan Benavides Jonathan Yang |
| −66 kg       | Ronald Lima        | Diego Cálix       | Lenin Preciado Julien Frascadore  |
| −73 kg       | Jack Yonezuka      | Daniel Cargnin    | Yanis Hachemi Antonio Tornal      |
| −81 kg       | Gabriel Falcão     | Keagan Young      | Agustín Gil Luan Almeida          |
| −90 kg       | Rafael Macedo      | Mariano Coto      | Medickson del Orbe John Jayne     |
| −100 kg      | Leonardo Gonçalves | Robert Florentino | Francisco Balanta Ivo Dargoltz    |
| ponad 100 kg | Andy Granda        | Rafael Buzacarini | Jonathan Loynaz Francisco Solís   |

### Kobiety
| Konkurencja:    | Złoto: | Srebro: | Brąz: |
| −48 kg          | Natasha Ferreira | Maria Celia Laborde | Mary Dee Vargas Laura Vázquez |
| −52 kg          | Evelyn Beaton | Jéssica Pereira | Keisy Perafán Agustina Lahiton |
| −57 kg          | Shirlen Nascimento | Mariah Holguin | Tinka Easton Bianca Reis |
| −63 kg          | Nauana Silva | Catherine Beauchemin-Pinard | Maylín del Toro Rafaela Silva |
| −70 kg          | Aoife Coughlan | Celinda Corozo | Luana Carvalho Eliana Aguiar |
| −78 kg          | Brenda Olaya | Coralie Godbout | Lianet Cardona Maria Swan |
| ponad 78 kg     | Beatriz Souza | Sydnee Andrews | Naomis Elizarde Brigitte Carabali |
| mikst drużynowo | Brazylia · Shirlen Nascimento · Bianca Reis · Rafaela Silva · Luana Carvalho · Beatriz Souza · Beatriz Freitas · Daniel Cargnin · Rafael Macedo · Giovani Ferreira · Leonardo Gonçalves · Rafael Buzacarini · (Ronald Lima) | Kuba · Lian Benavides · Maylín del Toro · Yilian Carvajal Ramos · Lianet Cardona · Naomis Elizarde · Marlon Herrera · Hector San Roman Chavez · Ruben Romero · Naysdel Cardoso · Jonathan Loynaz · Andy Granda · (Lilian Morera) | Meksyk · Renata Ortiz · Naomi Pozo Flores · Katia Castillo · Robin Jara · Ulises Méndez · Diego Diaz · Gilberto Cardoso · Sergio del Sol · (Paulina Martínez · Jeremy Olivares) |